# Alexander Kuznetsov (cyclisme)
Pour les articles homonymes, voir Alexander Kuznetsov et Kuznetsov.
Alexander Kuznetsov (en russe : Александр Анатольевич Кузнецов, transcription anglaise : Nikolay Aleksandrovich Kuznetsov), né le 10 septembre 1941 à Doubrovka (en) (oblast de Briansk), est un ancien coureur cycliste russe. Il est actuellement manager de l'équipe Lokosphinx.

## Carrière
Après avoir été coureur cycliste, Alexander Kuznetsov devient entraîneur à 23 ans lorsqu'il part étudier à Leningrad. Il entraîne d'abord les jeunes du Lokomotiv. Diplômé de l'Université nationale d'État de la culture physique, du sport et de la santé Lesgaft (en) en 1966, il dirige ensuite le département cyclisme de cet établissement.
En 1985, Alexander Kuznetsov devient l'un des entraîneurs de l'équipe nationale de cyclisme d'URSS. En tant qu'entraîneur en chef, il dirige l'équipe soviétique aux Jeux olympiques de 1988, puis l'équipe des anciennes républiques soviétiques aux Jeux de 1992, et celle de Russie aux Jeux de 1996, 2000 et 2004. Les coureurs qu'il a entraînés ont obtenu onze médailles olympiques (six en or, quatre en argent, une en bronze), plus de cinquante médailles en championnats du monde. Parmi ces coureurs figurent Viatcheslav Ekimov, trois fois champion olympique, les champions olympiques Alexandre Krasnov, Viktor Manakov, Dmitri Nelyubin, Vladimir Osokin, Mikhail Ignatiev, les médaillés Alexei Markov, Eduard Gritsun, Anton Chantyr.
Durant les années 2000, il entraîne l'équipe Itera, collabore avec l'équipe Tinkoff Credit Systems. Il dirige la formation Lokosphinx.

## Vie privée
Il est marié avec la cycliste Galina Tsareva. Leurs fils Nikolaï a également été cycliste, médaillé olympique aux Jeux de 1996, et leur fille Svetlana Kuznetsova est joueuse de tennis. Elle a notamment remporté l'US Open en 2004 et Roland-Garros en 2009,.